# Flykten från apornas planet
Flykten från apornas planet (originaltitel: Escape from the Planet of the Apes) är en amerikansk science fictionfilm från 1971 och den tredje filmen i en serie av fem filmer om Apornas planet producerade av Arthur P. Jacobs åren 1968–1973. Filmen regisserades av Don Taylor och har Roddy McDowall och Kim Hunter i huvudrollerna.
Filmen är en uppföljare till Bortom apornas planet (1970) och efterföljdes av Erövringen av apornas planet (1972).

## Handling
En rymdfarkost dyker upp i vattnet utanför San Francisco och ut kliver tre astronauter, Zira och Cornelius, huvudrollsaporna från Apornas planet, samt en tredje intelligent apa, dr Milo. Hela insatsstyrkan gapar inför
det hela tillsammans med hela USA:s ledning som genast tar beslut att undersöka dem grundligt för att komma fram till var de kommer ifrån. Det tar ett tag innan de avslöjar sig som avancerade talande apor vilket chockar alla, även djurpsyklogen Dixon. De blir snart accepterade av regeringen och omvärlden men de ska förstås förhöras av NASA och senaten. Zira och Cornelius har bestämt att inte avslöja för mycket om sin bakgrund och definitivt inte om vad som ska komma att hända med jorden i framtiden och vad som startade deras uppkomst. Men under påverkan av sanningsserum tvingas Zira senare avslöja även det, de blir då stämplade som farliga och tvingas fly.

## Rollista
| Roddy McDowall    | – Cornelius                |
| Kim Hunter        | – Zira                     |
| Bradford Dillman  | – doktor Lewis Dixon       |
| Natalie Trundy    | – doktor Stephanie Branton |
| Eric Braeden      | – doktor Otto Hasslein     |
| Sal Mineo         | – doktor Milo              |
| Ricardo Montalbán | – Armando                  |